# Оленівка (Кальміуський район)
Оле́нівка — селище, входить до складу Докучаєвської міської громади Кальміуського району Донецької області України. Відстань до райцентру становить близько 54 км і проходить автошляхами С050543, С050514, С051225, Т 0508, С051504, С051536.
З 4 вересня 2014 року знаходиться під постійним контролем незаконних збройних формувань так званої ДНР. 30 жовтня 2014 розпорядженням Кабінету Міністрів України Оленівку було внесено до переліку населених пунктів, на території яких здійснювалася антитерористична операція, однак, вже 5 листопада, без пояснення причин, Кабмін зупинив дію розпорядження і новий перелік був затверджений лише 2 грудня 2015 року. 7 листопада 2014 року розпорядженням Кабінету міністрів України Оленівку було внесено до переліку населених пунктів, на території яких органи державної влади тимчасово не здійснюють свої повноваження. 17 березня 2015 року постановою Верховної Ради Оленівку було додано до переліку окремих районів, міст, селищ і сіл Донецької та Луганської областей, де може бути запроваджений особливий статус. У тому ж 2015 році російсько-окупаційною адміністрацією була тимчасово приєднана до Ленінського району м. Донецька. 7 лютого 2019 року указом Президента України
Оленівку було додано до переліку районів, міст, селищ і сіл, частин їх територій, тимчасово окупованих у Донецькій та Луганській областях.

## Географія
У селищі розташована залізнична станція Оленівка на лінії Волноваха — Рутченкове. Через Оленівку проходить автошлях національного значення Н20 (Маріуполь — Слов'янськ)  і районні (сільські) автомобільні шляхи місцевого значення С050543 і С051131. Відстань до міста Волноваха становить близько 33 км.

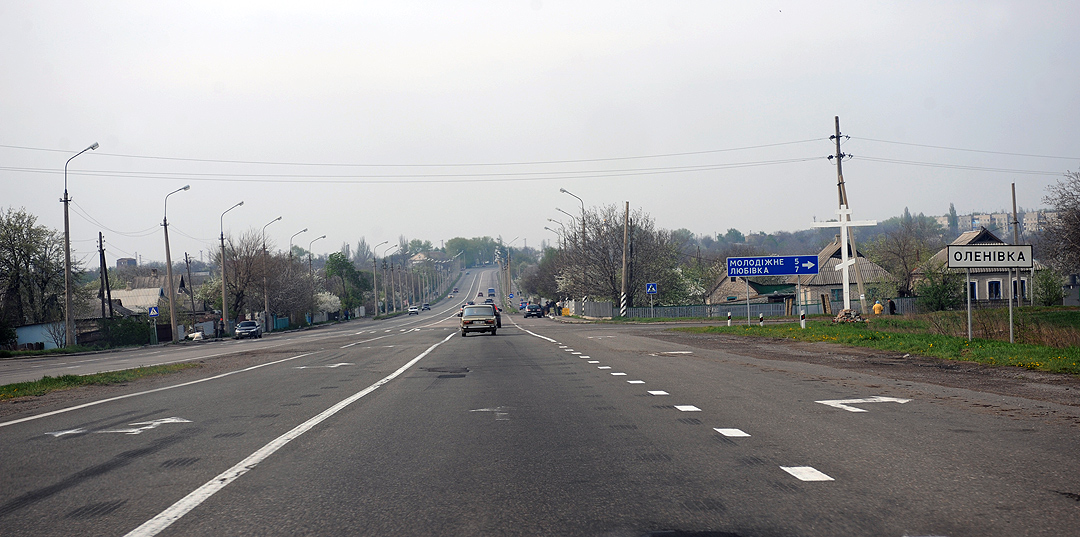
Поворот на Молодіжне біля КПВВ «Оленівка» на околиці селища міського типу

## Історія
Селище Оленівка засноване у 1840 році переселенцями з Полтавської і Харківської губерній. У січні 1918 року тут обрано раду селянських депутатів. 30 липня 1920 року створено КНС (голова — Д. І. Гайдук). З наближенням врангелівців у жовтні 1920 року організовано ревком, який очолив І. І. Ручка (з 21 листопада 1920 року — голова виконкому ради).

### Російсько-українська війна
З початку російсько-української війни на території Оленівки та в безпосередній близькості від неї загинуло щонайменше тринадцять цивільних та близько сорока п'яти військових з обох сторон (або 15 і 49 відповідно з урахуванням загиблих біля селища Сигнальне). За даними OSINT-дослідника Necro Mancer кількість загиблих членів незаконних збройних формувань склала 37-38 чоловік (або 43-44 з урахуванням загиблих біля селища Сигнальне). За даними голови окупаційної адміністрації Оленівки з початку бойових дій і до кінця березня 2019 року в селищі було пошкоджено 398 будинків (4 з них зруйновано повністю), загинуло шестеро і поранено шістнадцять мешканців.
24 серпня 2014 року, о 4 годині ранку, після артилерійської підготовки із застосуванням систем залпового вогню, танковий підрозділ батальйону «Оплот» у складі 5 танків і піхота батальйону «Кальміус» почали наступ з Донецька на позиції 51 ОМБр. Наступ був невдалий, бойовики втратили 3 танки, 1 з яких українські війська взяли як трофей. Також, за повідомленням прес-служби батальйону «Шахтарськ», сили підрозділу за підтримки 20 чоловік з батальону «Дніпро-1» в результаті контрнаступальної операції запобігли прориву бойовиків через блок-пост. Внаслідок бойових дій були виведені з ладу броньовані вантажні автомобілі супротивника (КРАЗ і КАМАЗ), а також взяті трофеї у вигляді протитанкової гармати МТ-12 «Рапіра» і великокаліберного кулемета «Утьос». Також, за повідомленням заступника міністра внутрішніх справ Антона Геращенка, у тому бою було знищено вантажний автомобіль УРАЛ і захоплено велику кількість стрілецької зброї. Точна кількість знищених представників незаконних збройних формувань невідома, але OSINT-дослідник Necro Mancer повідомляє щонайменше про двадцять загиблих та зниклих безвісті.
В ніч з 2 на 3 вересня, було здійснено марш 79-ї та 95-ї аеромобільних бригад (з районів Краматорська та Слов'янська відповідно) у вихідні райони для проведення ударно-пошукових дій: 79-ї аеромобільної бригади — в район Добропілля; 95 бригади — в район Березового. Протягом 3 вересня штурмовими загонами цих бригад були проведені ударно-пошукові дії у визначених районах та звільнені від бойовиків Вугледар, Володимирівка, Благодатне, Оленівка, Миколаївка, Докучаєвськ та Новотроїцьке.
25 січня 2015 року 2-а танкова рота 2-го окремого танкового батальйону, укомплектована шістьма танками Т-72, а також розвідвзвод цього ж батальйону і піхотний взвод мехбатальйону 1 ОТБр, укомплектовані шістьома (за іншими даними — трьома) БМП-1, провели бойову операцію, спрямовану на знищення артилерійських розрахунків супротивника, що були розташовані у східній частині селища (за іншими даними метою операцію було змусити ворога перекинути частину сил від Дебальцевого). Атака відбулася одразу з двох сторін: частина 2 ОТБ і розвідвзвод атакували позиції супротивника з півдня, рухаючись автошляхом Н20, інша частина 2 ОТБ і піхотний взвод 1 ОТБр атакували з заходу, з боку села Славне. Скориставшись фактором несподіванки, українські військові нанесли нищівного удару, знищивши велику кількість живої сили супротивника, до шести батарей 120-мм мінометів та кілька вантажівок «Урал». Офіційних даних щодо загиблих бойовиків керівництво незаконних збройних формувань не надавало, але зі слів учасників бою їх кількість складає 9-12 чоловік. Українською стороною втрати супротивника оцінюються в 70-100 чоловік. OSINT-дослідник Necro Mancer повідомляє про п'ятьох загиблих. Втрати українських військових склали: один БМП-1, який було підбито під час бою, та один танк Т-72, двигун якого вийшов з ладу, через що екіпаж машини був змушений її покинути. Під час евакуації екіпажу загинув командир танку Шульц Михайло Сергійович.
27 квітня 2016 року, вночі о 02:45, селище піддалося артилерійському обстрілу. Представники СММ ОБСЄ, що прибули на місце події, зафіксували дві воронки на вулиці Леніна, що на південній околиці селища, за 650 м на північ від КПВВ бойовиків, та ще п'ять у житлових кварталах поблизу, які утворилися від зброї калібром щонайменше 120 мм. Жертвами обстрілу стало четверо людей (три чоловіка та одна жінка), що стояли в черзі на КПВВ. Поранення різних ступенів тяжкості дістали щонайменше десять чоловік. Також обстрілом було знищено три автомобілі та пошкоджено будинки у прилеглих житлових кварталах. Аналіз трьох воронок показав, що вогонь вівся, ймовірно, із західно-південно-західного напрямку. У своїй заяві від 29.04.2016 секретар РНБО Олександр Турчинов відкинув звинувачення бойовиків у обстрілі селища підрозділами ЗСУ, та навів численні аргументи, які спростовують закиди керівництва так званої ДНР. Зокрема ним було вказано точне місце, звідки вівся обстріл — район фільтрувальної станції поблизу населеного пункту Ясне, що розташований на північно-західній околиці Докучаєвська (47°47′29″ пн. ш. 37°37′59″ сх. д. / 47.791306° пн. ш. 37.633167° сх. д.), що не збігається з напрямком обстрілу, раніше вказаному СММ ОБСЄ. При подальшому аналізу ситуації Місією було виявлено ще п'ять воронок у районі лікарні, чотири з яких були залишені зброєю 122 мм, а одна — 152 мм. Напрямок обстрілу був вказаний той самий — південно-захід і захід-південно-захід. Жертв і постраждалих у цьому районі виявлено не було, лише були зафіксовані незначні пошкодження будівлі лікарні та зруйноване складське приміщення у 100 м на південь від неї.
27 лютого 2024 року біля пам'ятника «Захисникам Вітчизни» по вул. Фрунзе відбулося шикування військовослужбовців зі складу 155-ї бригади морської піхоти з нагоди нагородження деяких з них. В той же час Силами оборони України був нанесений удар по скупченню окупантів з РСЗВ Himars. Загинули 19 російських солдатів, у тому числі підполковник і ще два старші офіцери, 12 було поранено. Також повідомлялося про поранення командувача бригади полковника Михайла Гудкова.

### Масове вбивство полонених у Оленівці
Під час повномасштабного російського вторгнення в Україну неподалік Оленівки у селищі Молодіжному на базі колишньої Волноваської виправної колонії № 120 Збройні сили РФ відкрили фільтраційну тюрму. У травні 2022 року, після захоплення «Азовсталі» російськими окупантами, 211 полонених українських військовослужбовців було відправлено до колонії в Оленівці. Генеральний штаб МО України тоді заявив, що звідти українських військових повернуть додому через «процедуру обміну», але російські окупанти оголосили про підготовку трибуналу над полоненими. В колонії утримували правоохоронців, проукраїнських активістів, «неблагонадійних» до винесення вироку або проходження фільтрації, волонтерів, які евакуювали маріупольців. Також сюди звозили з Маріуполя полонених українських військовослужбовців.
У ніч на 29 липня 2022 року, близько 02:00, російські окупанти здійснили терористичний акт на території виправної колонії № 120 у тимчасово захопленому селищі Оленівка. Унаслідок вибуху було зруйновано приміщення, де знаходились полонені українці, з яких загинуло 53 особи та понад 130 отримали поранення. Вибухи відбулися на території промзони в новозбудованому приміщенні, спеціально обладнаному для утримання полонених, виведених з «Азовсталі». Напередодні, за два дні до того, як до неї перевели частину утримуваних українських захисників, було завершено обладнання будівлі для полонених. У цій колонії загарбники організували катівню, де протиправно утримували цивільних осіб та військовополонених Збройних сил України.
Прокурорами Офісу Генерального прокурора розпочато досудове розслідування за фактом порушення законів та звичаїв війни (ч. 2 ст. 438 КК України).

## Населення

### Мова
Розподіл населення за рідною мовою за даними перепису 2001 року:
| Мова            | Кількість | Відсоток |
| --------------- | --------- | -------- |
| українська      | 3912      | 81.48%   |
| російська       | 854       | 17.79%   |
| білоруська      | 3         | 0.06%    |
| грецька         | 1         | 0.02%    |
| інші/не вказали | 31        | 0.65%    |
| Усього          | 4801      | 100%     |

За даними перепису 2001 року населення селища становило 4801 особа, з них 81,48 % зазначили рідною мову українську, 17,79 % — російську, 0,06 % — білоруську та 0,02 % — грецьку мову.

## Об'єкти інфраструктури

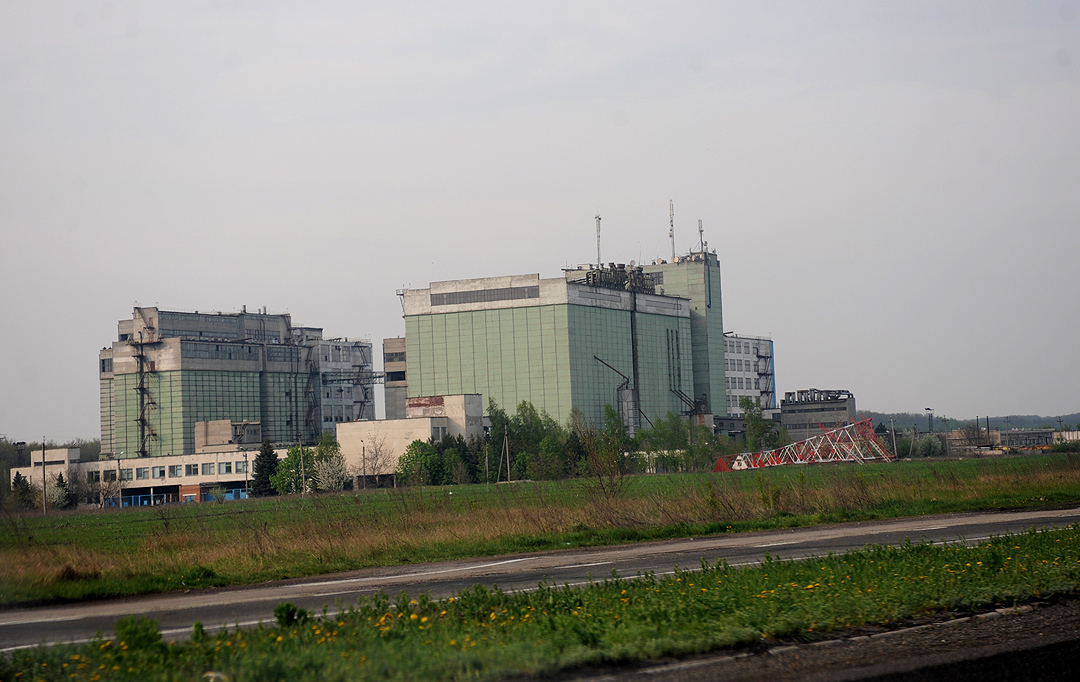
Борошномельний завод у селищі міського типу

В Оленівці працюють дві середні школи, школа робітничої молоді, училище механізації сільського господарства. Є палац культури, кінотеатр, бібліотека. Функціонує лікарня, де працюють 30 лікарів та 95 осіб середнього медичного персоналу. Працюють 6 магазинів, будинок побуту.

## Галерея

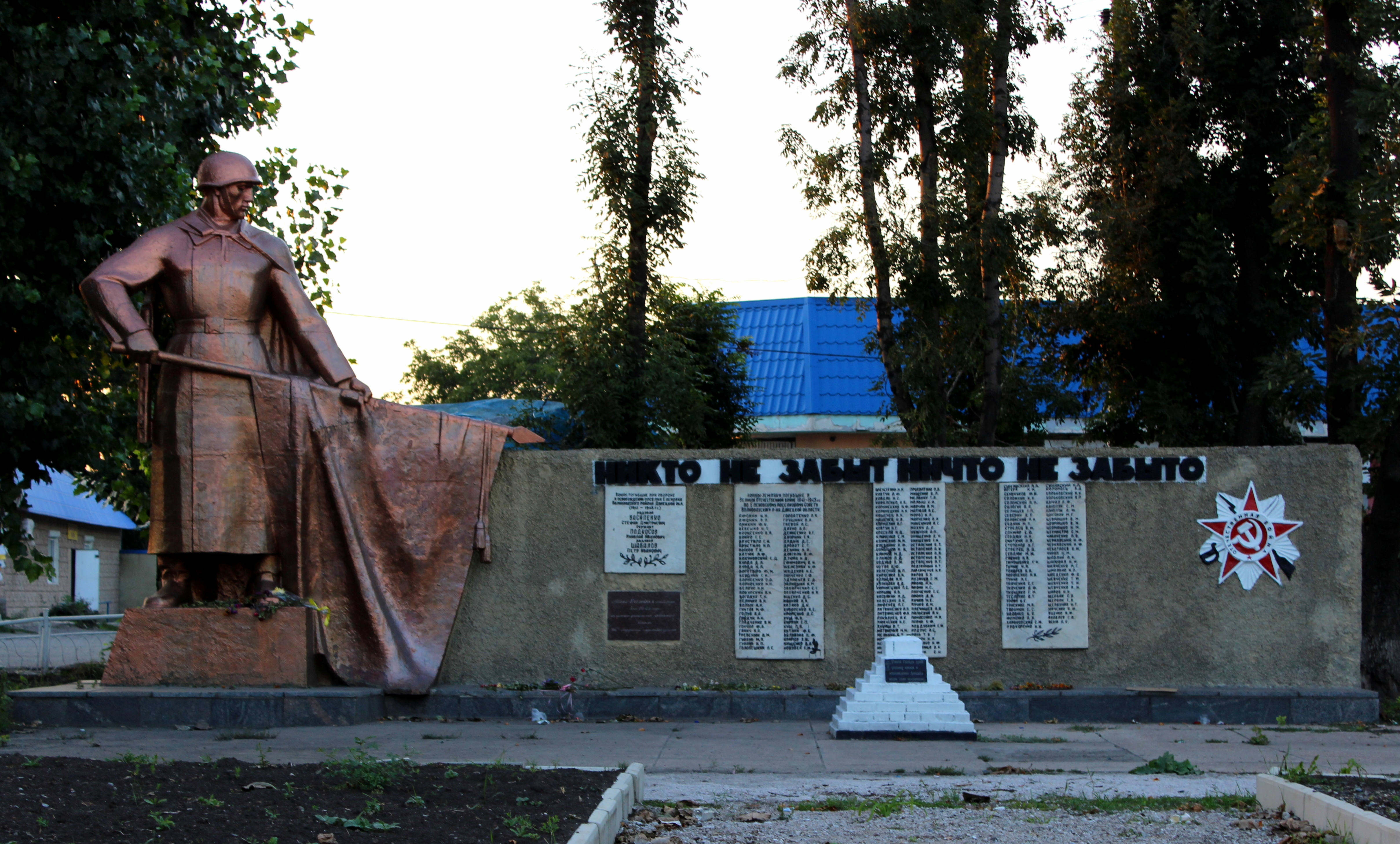
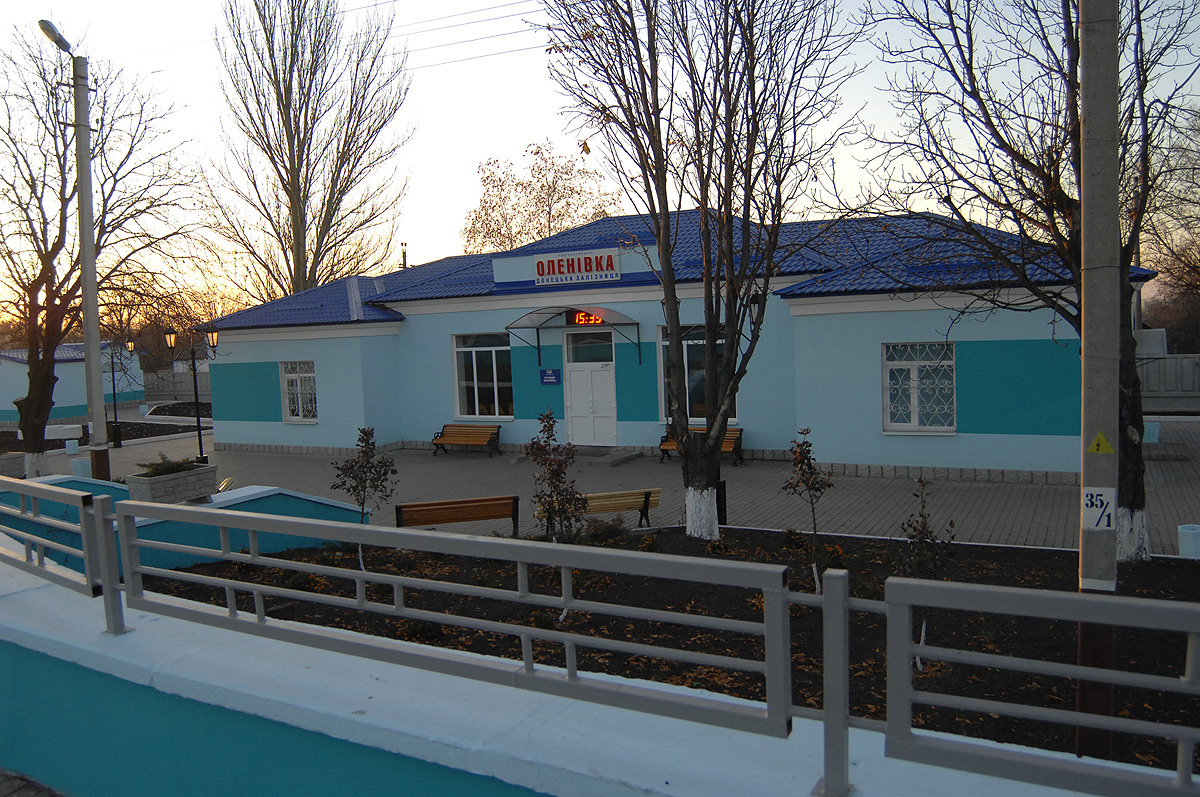

## Персоналії
У селищі народилися:
- 5 вересня 1923 року — Бойко Григорій Пилипович, радянський, український письменник, поет і перекладач, член Спілки письменників СРСР;
- 17 січня 1942 року — Християнівський Вадим Володимирович, організатор освіти і науки, доктор економічних наук, професор, перший проректор Донецького національного університету (1980—2008 рр.), дійсний член Академії технологічних наук України;
- 20 лютого 1943 року — Терещенко Василь Тимофійович, заслужений вчитель України, член Донецького відділення Наукового товариства імені Шевченка, організатор освіти, публіцист;
- 10 лютого 1949 року — Чорний Володимир Пантелійович — український художник.
- 23 січня 1953 року — Поляков Сергій Васильович, політик, міністр вугільної промисловості України (1 грудня 1995 — 18 липня 1996), голова Донецької облдержадміністрації (18 липня 1996 — 14 травня 1997), народний депутат України III скликання (від ВО «Громада»), міністр екології України (15 липня — 30 вересня 2003), міністр охорони навколишнього природного середовища України (30 вересня 2003 — 3 лютого 2005).